# Rachid Bouchareb

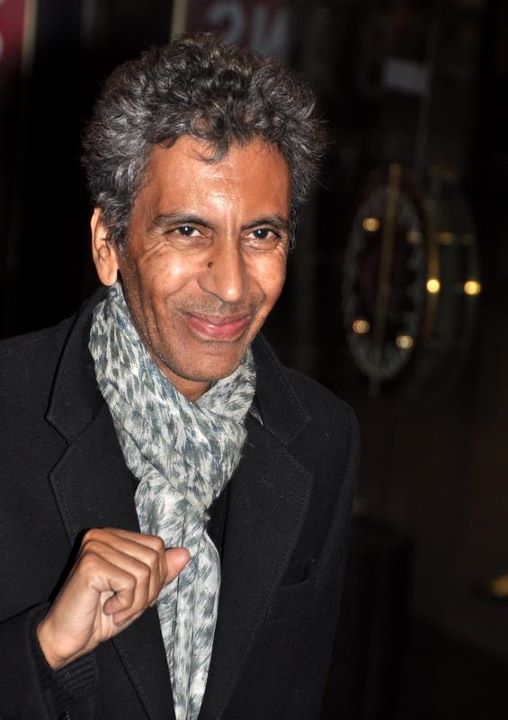
Rachid Bouchareb (2011)

Rachid Bouchareb (* 1. September 1953 in Paris) ist ein französischer Filmregisseur, Co-Regisseur, Filmproduzent und Drehbuchautor algerischer Abstammung.

## Leben
Er arbeitete von 1977 bis 1983 als Regieassistent für die staatliche Fernsehproduktionsgesellschaft Frankreichs (S.F.P.) und anschließend für die Sendeanstalten TF1 und Antenne 2. Neben seiner Tätigkeit als Assistent entwickelte er erste Kurzfilme, denen 1985 sein Spielfilmdebüt Baton Rouge folgte. 1988 gründete er gemeinsam mit Jean Bréhat die Produktionsfirma 3B Productions. Bouchareb war im Berlinale-Wettbewerb mit Little Senegal im Jahr 2001, mit London River im Jahr 2009, sowie mit La voie de l’ennemi im Jahr 2014 vertreten.
2008 wurde Bouchareb in die Wettbewerbsjury der 61. Filmfestspiele von Cannes berufen. Zwei Jahre später wurde er für den Spielfilm Hors-la-loi (2010), der das Massaker der französischen Armee in Sétif in Algerien am 8. Mai 1945 behandelt, erneut in den Wettbewerb des Filmfestivals eingeladen. 2011 wurde Hors-la-loi für den Oscar als Bester fremdsprachiger Film nominiert.
Als Darsteller wirkte er u. a. an Roschdy Zems Familiendrama Les miens (2022) mit.

## Filmografie (Auswahl)
- 1976: La piece (Kurzfilm)
- 1977: La chute (Kurzfilm)
- 1978: Le banc (Kurzfilm)
- 1983: Peut-être la mer (Kurzfilm)
- 1985: Baton rouge
- 1991: Cheb – Flucht aus Afrika (Cheb)
- 1992: Des années déchirées (Fernsehdokumentation)
- 1995: Die Kinder von Saigon (Poussières de vie)
- 1997: L’honneur de ma famille
- 2000: Little Senegal[2]
- 2003: Le vilain petit poussin
- 2006: Tage des Ruhms (Indigènes)[3]
- 2009: London River[4]
- 2010: Outside the Law (Hors-la-loi)[5]
- 2010: Djinns – Dämonen der Wüste (Djinns)
- 2011: Omar – Ein Justizskandal (Omar m’a tuer)
- 2012: Just Like a Woman
- 2014: La voie de l’ennemi
- 2016: Der Krieg meiner Tochter (La route d’Istanbul)
- 2016: Rugby-Krieger (Mercenaire)
- 2016: Die feine Gesellschaft (Ma Loute)
- 2017: Der Affront (L’insulte)
- 2021: France
- 2022: Les miens

## Auszeichnungen
Bouchareb war bereits dreimal für den Goldenen Bären nominiert (2001, 2009, 2014), konnte diesen Preis aber bisher nicht gewinnen. Seine Filme Die Kinder von Saigon,Tage des Ruhms und Outside the Law wurden für den Oscar in der Kategorie Bester fremdsprachiger Film nominiert.